# Barbara Lapajne
Barbara Lapajne Predin, slovenska gledališka, televizijska in filmska igralka, * 19. junij 1964.
Bila je članica Slovenskega narodnega gledališča Drama Ljubljana.

### Zasebno
Njen mož je pevec Zoran Predin.

## Filmografija

### Filmi
- Veter v meni (2010, kratki)
- Bela gospa (2007, TV)
- Ponedeljkov stric (1999, TV etuda)
- Nebo gori modro (1997): Klavdija
- Primer Feliks Langus ali Kako ujeti svobodo (1991, TV): Ankica Kos
- Triangel (1992)
- Do konca in naprej (1990): Olga
- Veter v mreži (1990)
- Nekdo drug (1989)
- Trinajstica (1989, TV)
- Suha veja (1987, kratki TV film)
- Kormoran (1986)

### TV serije
- Primeri inšpektorja Vrenka (2021): Berta
- Vrtičkarji (1999)